# La Nueva Banda Timbiriche
La Nueva Banda (antes La Nueva Banda Timbiriche) es un grupo coreográfico/vocal mexicano salido del programa de telerrealidad Buscando a Timbiriche: La Nueva Banda creado en 2007.

## Historia
Los integrantes de La Nueva Banda Timbiriche fueron seleccionados de entre 30 participantes de "Buscando a Timbiriche: La Nueva Banda", reality show que se llevó a cabo para conmemorar los 25 años de éxitos de la agrupación Timbiriche original. 
Fueron 15 conciertos en los que las jóvenes promesas mostraban semana a semana su talento y el esfuerzo que ponían para lograr quedarse y ocupar un lugar en la agrupación. [cita requerida]
La primera integrante de la banda fue Brissia Mayagoitia, quien obtuvo el voto de calidad de los tres bandos; el público, los creadores y el consejo Timbiriche. A la semana siguiente, otra mujer se apoderó del segundo puesto, Fernanda Arozqueta fue quien obtuvo más primeros lugares, seguida después del primer hombre Alberto Dogre y luego Gaby Sánchez, que obtuvo en un concierto la calificación perfecta en las dos rondas.
Los siguientes integrantes se eligieron el día de la final, primero Eduardo Brito y después Tayde Rodríguez. 
Sin embargo, la expectativa del público estaba puesta en el participante más controversial y querido y el que más valía la pena de todos los estudiantes del reality, quien era Yurem Rojas, quien a pesar de que los jurados opinaban que no tenía oportunidad alguna de poder formar parte de la banda, porque no tenía la mejor voz, fue elegido como el séptimo integrante de la banda por los Timbiriches originales bajo el argumento de que todo grupo necesita cierta "magia" especial, misma que ellos veían reflejada en Yurem y su carisma, dándole un giro a la final del programa y una gran sorpresa a la gente que lo salvó de las eliminatorias 7 veces consecutivas. 
El 25 de octubre de 2007, se estrenó el sencillo "Tú, Tú, Tú", cuyas voces principales fueron las de Brissia y Lalo.
El 25 de noviembre de 2007, salió a la venta su álbum homónimo debut, "La Nueva Banda Timbiriche", debutando en el #8 en la tienda Mixup, y en el #49 en las listas nacionales Amprofon. Después, el disco subió al #10 y al #18 respectivamente. 
El 11 de diciembre de 2007, se estrenó en Telehit el video de "Tú, Tú, Tú", mismo que se hizo triunfador en varios canales de música, incluyendo el Top Ten de TV Azteca. El disco alcanzó la certificación de "Disco de Oro" por más de 50,000 copias vendidas.
La Nueva Banda Timbiriche se ha estado presentando en varios eventos en toda la República Mexicana y tuvieron la gran oportunidad de abrirle los conciertos al grupo exitoso, RBD.
Fueron elegidos para interpretar el tema de la telenovela Cuidado con el ángel. El tema se llama "Sólo Tú" y la voz principal es Gaby.
El 31 de mayo de 2009,  se presentaron por última vez en la Plaza de la Independencia de Nuevo Laredo, Tamaulipas, lugar donde anunciaron lo que muchos de sus seguidores ya esperaban: su separación. Esto debido a falta de apoyo de la disquera y que los integrantes ya se encontraban en proyectos por separado. [cita requerida]
El 5 de agosto de 2023, vuelven para la gira de los 2000's Pop Tour. Desde el 12 de octubre se sumaron a la gira de los «2000sXSiempre» 

## Miembros

### Miembros actuales
- Fernanda Arozqueta
- Gaby Sánchez
- Eduardo Brito
- Taíde Rodríguez
- Yurem Rojas
- Brissia Mayagoitia

### Exmiembros
- Alberto Dogre

## Discografía
- La nueva banda timbiriche (álbum)